# Vincenzo Centrone
Vincenzo Centrone, né le 23 janvier 1976 à Luxembourg, est un ancien coureur cycliste professionnel luxembourgeois. 
Il est le frère du cycliste Ivan Centrone.  

## Biographie
Il a fait l'objet d'un contrôle antidopage positif au Modalfinil lors du championnat du Luxembourg de 2009. 

## Palmarès
- 1998
  - 2e du championnat du Luxembourg sur route
- 2001
  - Grand Prix Demy-Cars
  - 3e du championnat du Luxembourg du contre-la-montre
- 2002
  - Grand Prix François-Faber
  - 2e du championnat du Luxembourg sur route
- 2005
  - Grand Prix Ost Fenster
- 2009
  -  Champion du Luxembourg élites sans contrat
  - 2e du Grand Prix François-Faber

## Classements mondiaux
| Année           | 2005   | 2006 | 2007 | 2008 | 2009 |
| --------------- | ------ | ---- | ---- | ---- | ---- |
| UCI Europe Tour | 1 213e | 623e |      | 974e | 841e |